# Islas Duncan
Islas Duncan son un grupo de islas en el archipiélago conocido como las Islas del Estrecho de Torres, en el estado de Queensland al este de Australia. Se encuentran al norte del Canal Jueves Isla Bramble.
Las Duncan incluyen tres islas deshabitadas:
- Isla Kanig
- Isla Maitak
- Isleta Meth Islet